# Netzwerk der Alpen-Adria-Universitäten
Die Arbeitsgemeinschaft Alpen-Adria wurde 1978 in Venedig gegründet, und 1979 kam es durch den damaligen Rektor der Universität Graz, Anton Kolb, zur Gründung der Rektorenkonferenz der Arge. Ziel und Zweck der Rektorenkonferenz ist die Zusammenarbeit der Universitäten und Hochschulen und das Zunutzemachen der Möglichkeiten wissenschaftlicher und künstlerischer Kooperationen.
1981 verfasste die Rektorenkonferenz eine „Vereinbarung über ihre Arbeitsweise“ und gründete einen wissenschaftlichen Beirat. Rektorenkonferenz und Wissenschaftlicher Beirat sind heute noch die wesentlichen Instrumente der wissenschaftlichen Zusammenarbeit im Rahmen der Arbeitsgemeinschaft. Die Rektorenkonferenz tagt im Allgemeinen einmal jährlich, der Wissenschaftliche Beirat hält mindestens zweimal pro Jahr Sitzungen ab.

## Mitglieder
Das Netzwerk umfasst derzeit 49 Universitäten und Hochschulen.
| Albanien - Shkodra: Universität Shkodra Bosnien und Herzegowina - Mostar: Universität Mostar - Sarajevo: - Universität Sarajevo - Universität Ost-Sarajevo - Tuzla: Universität Tuzla - Zenica: Universität Zenica Deutschland - Bamberg: Otto-Friedrich-Universität Bamberg Italien - Bergamo: Universität Bergamo - Brescia: Universität Brescia - Ferrara: Universität Ferrara - Mailand: - Katholische Universität vom Heiligen Herzen - Polytechnikum Mailand - Universität Mailand - Modena: Universität Modena und Reggio Emilia - Padua: Universität Padua - Parma: Universität Parma - Pavia: Universität Pavia - Trient: Universität Trient - Triest: - Universität Triest - Scuola Internazionale Superiore di Studi Avanzati - Udine: Universität Udine - Venedig: - Università Iuav di Venezia - Universität Venedig „Ca' Foscari“ - Verona: Universität Verona | Kroatien - Osijek: Josip-Juraj-Strossmayer-Universität Osijek - Pula: Juraj-Dobrila-Universität Pula - Rijeka: Universität Rijeka - Split: Universität Split - Zadar: Universität Zadar - Zagreb: Universität Zagreb Österreich - Graz: - Universität Graz - Technische Universität Graz - Universität für Musik und darstellende Kunst Graz - Klagenfurt: Universität Klagenfurt - Leoben: Montanuniversität Leoben - Salzburg: - Mozarteum - Universität Salzburg Serbien - Belgrad: Universität Belgrad - Niš: Universität Niš - Novi Pazar: Universität Novi Pazar Slowenien - Koper: Universität Primorska - Ljubljana (Laibach): Universität Ljubljana - Maribor (Marburg): Universität Maribor - Nova Gorica: Universität Nova Gorica Ungarn - Győr: István-Széchenyi-Universität - Pécs: Universität Pécs - Sopron (Ödenburg): Westungarische Universität - Veszprém: Pannonische Universität |